# Josée Auclair
Josée Auclair (Sherbrooke, Quebec, 20 de maig de 1962) és una esquiadora de fons quebequesa, que des de la temporada 1987-1988 ha organitzat viatges a l'Àrtic amb el seu marit Richard Weber.
Ha liderat desenes d'expedicions, entre les quals ha esquiat cinc vegades fins al Pol Nord i una al Pol Sud entre el 1999 i el 2007.

## Biografia
Josée va començar a esquiar a deu anys i va començar a competir a 14 anys. Va ser membre de l'equip nacional d'esquí de fons del Canadà amb el qual va participar als campionats internacionals de Suècia i Alemanya. Entre 1979 i 1982, Josée va guanyar 4 títols nacionals en competicions de 5 km i 7,5 km, i durant els seus tres anys a la Universitat de Vermont va ser membre de l'equip de relleus que va guanyar els honors diverses vegades. El 1986 va acabar els estudis en botànica.
Entre els anys 1999 i 2004, en cinc ocasions, Josée va viatjar esquiant al pol Nord com a part de les expedicions comercials de «L'últim grau» creades per la Canadian Arctic Holidays, la companyia d'aventures àrtiques per a la qual opera amb el seu marit. En quatre d'aquestes expedicions va actuar com a ajudant del guia, mentre que a l'abril de 2001, com a cap de l'expedició, va guiar al primer grup format només per dones, que des d'una base russa va esquiar L'últim grau fins al Pol Nord. A l'hivern del 2006, Josée va reprendre el paper de cap d'expedicions per a un grup de 9 persones que van viatjar cap al Pol Nord des de Ward Hunt, al nord de l'illa d'Ellesmere (Canadà). El 27 d'abril, el grup (que havia arribat als 88° 50 ' N de latitud) va ser evacuat i retornat en helicòpter a l'estació russa de Borneo; les condicions es van fer massa arriscades i posaven en risc la seva seguretat. El gener de 2007, Josée va visitar l'Antàrtida per primera vegada, on va guiar a un grup de quatre dones en una expedició d'esquí que havia de recórrer L'últim grau al pol Sud. Es va convertir en la primera canadenca en dirigir expedicions, tant al Pol Nord com al Pol Sud, com guia.
Viu amb el seu marit, Richard Weber, i els seus dos fills, Tessum i Nansen, a Nunavut.

## Expedicions a l'Àrtic
| Any  | Descripció |
| ---- | --- |
| 1999 | Expedició comercial «L'últim grau» al Pol Nord, sortint de Rússia. Ajudant del guia amb Richard Weber. |
| 2000 | Expedició comercial «L'últim grau» al Pol Nord, sortint de Rússia. Ajudant del guia amb Richard Weber. |
| 2001 | Expedició comercial «L'últim grau» al Pol Nord, sortint de Rússia. Cap de l'expedició d'un equip de 10 dones de diverses edats i procedències, la majoria de les quals no tenien experiència prèvia de l'Àrtic. |
| 2003 | Expedició comercial «L'últim grau» al Pol Nord, sortint de Svalbard. Ajudant del guia amb Richard Weber. |
| 2004 | Expedició comercial «L'últim grau» al Pol Nord, sortint de Svalbard. Ajudant del guia amb Richard Weber. |
| 2006 | Va dirigir un grup de 6 clients, amb l'ajut d'un ajudant de guia, que va viatjar cap al Pol Nord fins a la latitud 88º 50’ N                                                                                    |

## Expedicions a l'Antàrtida
| Any  | Descripció |
| ---- | --- |
| 2007 | Cap d'una expedició de 4 dones que, del 20 de gener al 25 de gener de 2007, van esquiar fins entre les latituds 89° 32’ S i 90° S. |

## Altres expedicions a regions polars
| Lloc                       | Any  | Descripció |
| -------------------------- | ---- | --- |
| Illa de Baffin             | 1987 | Expedició d'esquí i trineus de gossos des de l'illa de Broughton fins al riu Clyde (400 km). |
| Illa de Baffin             | 1988 | Obertura d'una nova ruta des de la badia d'Okoa fins al llac Glacier a través del Penny Ice Cap, al parc nacional d'Auyuittuq (150 km).                                                         |
| Illa de Baffin             | 1989 | Expedició Clorofila. Caiac per mar i producció de pel·lícules a la zona de Pond Inlet. |
| Illa de Baffin             | 1990 | Senderisme al sud-est de la comunitat de Pond Inlet. |
| Illa de Baffin             | 1996 | Càmping, senderisme a la zona de Milne Inlet, al nord de l'illa de Baffin, i caiac a la zona de Gold Cove                                                                                       |
| Illa de Baffin             | 1997 | Va viure dos mesos amb una família inuit en un campament a Gold Cove |
| Illa de Baffin             | 1998 | Establiment d'un campament turístic a Jackman Sound per fer senderisme, caiac per mar, observació de la vida silvestre i expedició de caiac al voltant de l'extrem sud de la badia de Frobisher |
| Illa d'Ellesmere (Nunavut) | 1997 | Expedició d'esquí des del llac Hazen fins a l'illa de Ward Hunt (250 km). Escalada al mont Arrowhead (el Dr. JR Weber va ser el primer a arribar a la cimera el 1956)                           |
| Illa d'Ellesmere (Nunavut) | 1998 | Expedició d'esquí a l'illa d'Ellesmere, des de la conca de Kane fins a Siorapaluk, a Groenlàndia (300 km)                                                                                       |

## Premis i distincions
| Any  | Honor |
| ---- | --- |
| 1983 | La Universitat de Sherbrooke li va concedir un certificat de distinció esportiva per la seva participació en l'esquí de fons als Jocs del Canadà. |
| 1986 | La Universitat de Vermont li ha concedit una varsity letter per la seva participació i excel·lència en l'esquí de fons.                           |
| 1986 | L'Eastern Intercollegiate Ski Association li concedeix l' «All East Ski Team Award» per la seva excel·lent actuació en l'esquí de fons.           |